# Негісі Еїті
Еїті Негісі (яп. 根 岸 英, нар. 14 липня 1935, Чанчунь — 6 червня 2021) — японський хімік. Відомий за відкриття так званих зв'язків Негісі. Почесний професор Університету Пердью (США). Нобелівський лауреат у галузі хімії за 2010 рік.

## Біографія
Народився в 1935 році в місті Чанчунь (тодішньої столиці маріонеткової японської держави Маньчжоу-го, нині належить Китаю). У 1958 році закінчив Університет Токіо. Здобув ступінь доктора філософії в Пенсільванському університеті в 1963 році. Після отримання диплому деякий час працював у компанії (Teijin)), потім переїхав до США, де розпочав роботу в Університеті Пердью з Гербертом Брауном. У 1968 році дістав посаду асистент-професора. У 1972—1979 роках працював у Сіракузькому університеті, спочатку на посаді асистент-професора, а з 1976 року як професор. У 1979 році повертається до Університету Пердью на посаду повного професора.

## Наукові інтереси
Головна сфера наукових інтересів Еїті Негісі — каталізаційні реакції паладію та нікелю. У наукових колах став загальновідомим термін «Реакція Негісі», що позначає реакції з органометалевими сполуками цинку, алюмінію та цирконію. Реакція Негісі споріднена з реакцією Судзукі, першовідкривач якої, Судзукі Акіра, також відзначений Нобелівською премією з хімії за 2010 рік.

## Відзнаки
- Нобелівська премія з хімії 2010
- Global Wellness Award, 2010
- ACS Award for Creative Work in Synthetic Organic Chemistry , 2010
- Yamada-Koga Prize, 2007
- Sigma Xi Award, Університет Пердью, 2003
- Sir Edward Frankland Prize Lectureship, 2000
- Alexander von Humboldt Senior Researcher Award, 1998—2000
- American Chemical Society Award for Organometallic Chemistry, 1998
- Herbert N. McCoy Award, 1998
- Chemical Society of Japan Award, 1997
- A. R. Day Award (ACS Philadelphia Section award), 1996
- Guggenheim Fellowship, 1987
- Assistant and Associate Professor, Сіракузький університет, 1972—1979
- Harrison Fellowship, Пенсільванський університет, 1962-63
- Fulbright-Smith-Mund Fellowship, 1960-61